# Marie Blancour
Marie Blancour est une artiste peintre française dont l'activité est connue dans la seconde moitié du XVIIe siècle (de 1650 à 1699).
Une seule œuvre signée lui est aujourd'hui attribuée : il s'agit d'un vase de fleurs qui appartient aux collections de la National Gallery de Londres.

Unique oeuvre connue de Marie Blancour
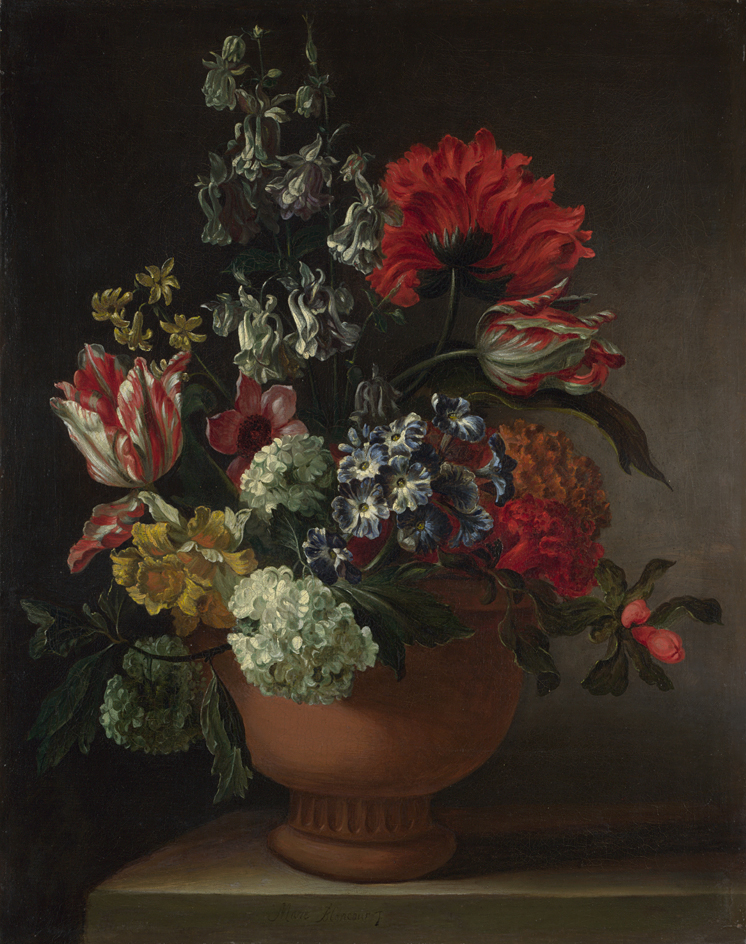
Fleurs dans un vase en terre cuite huile sur toile années 1650 National Gallery, Londres